# 네페르카레 페피세네브

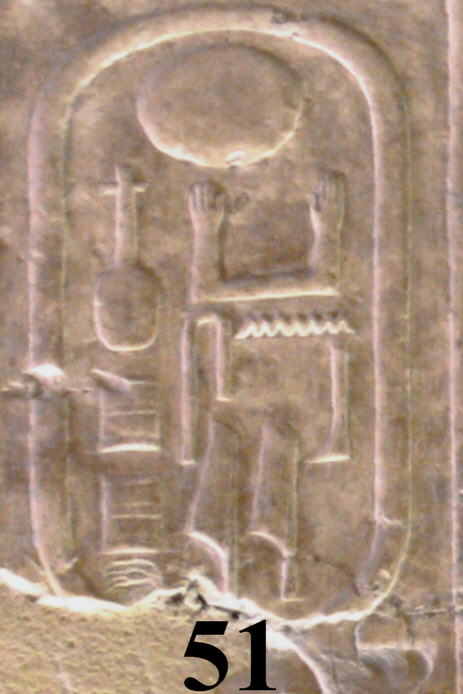

네페르카레 페피세네브는 이집트 제1중간기의 파라오이다.
앞선 제1중간기 파라오들과 달리 네페르카레 페피세네브는 아비도스 왕 목록과 토리노 파피루스 양쪽 모두에 등장한다. 특히, 토리노 파피루스에는 네티에르카레(혹은 니토크리스) 바로 다음에 나오는 파라오이다. 앞선 파라오들과 마찬가지로 왕 목록 이외의 자료는 발견할 수 없다.
토리노 파피루스에서 네티에르카레와 네페르카레 페피세니브 사이의 10명의 파라오의 이름이 누락된 점으로 미루어, 네페르카레 페피세네브를 제8왕조의 시조로 볼 수 있다는 의견도 있으나, 이를 뒷받침할 고고학적인 증거는 거의 존재하지 않는다.
| 전임 네페르카호르 ? | 이집트 제8왕조의 파라오 ? | 후임 네페르카민 아누 ? |